# Mark Moraghan
Mark Stephen Moraghan (Toxteth, 27 gennaio 1963) è un attore, doppiatore e cantante britannico.
È apparso in molte serie drammatiche britanniche tra cui Peak Practice, London's Burning e Heartbeat. È famoso soprattutto per essere stato il narratore della serie televisiva per bambini Il trenino Thomas dalla diciassettesima alla ventunesima stagione, e per i suoi ruoli di Greg Shadwick in Brookside, Ray Wyatt in Dream Team, Owen Davies in Holby City e Adrian Atkins in Coronation Street.

## Biografia
Moraghan è nato a Toxteth il 27 gennaio 1963. Ha iniziato a recitare nel 1978, quando la BBC ha tenuto delle audizioni nella sua scuola superiore per la commedia televisiva Lies, ed è stato selezionato. Il 14 maggio 1988 ha esordito come attore professionista interpretando un traghettatore nella commedia Help!, e successivamente ha recitato in molte serie TV e diversi film. Il suo ruolo più duraturo è stato quello di Owen Davies, un ostetrico consulente, in Holby City, che ha interpretato dal 2001 al 2005. È anche apparso in uno spot televisivo per l'ammorbidente Bounce nel 1996 con la collega di Liverpool Katy Carmichael.
Oltre all'importante carriera cinematografica, Moraghan è anche un cantante, il ché gli ha permesso di recitare nel 2006 nella produzione musicale Our Day Out di Willy Russell al Royal Court Theatre di Liverpool. È stato anche corista e percussionista nella band Personal Column alla fine degli anni '70, e nel 2006 è arrivato secondo al concorso canoro della BBC Just the Two of Us. La sua partner di canto era la cantante degli Atomic Kitten Natasha Hamilton, con la quale ha cantato canzoni classiche come Islands in the Stream e With You I'm Born Again. È anche apparso nel game show Blankety Blank.
Nel 1988 ha partecipato alla soap opera Valle di luna nel ruolo di Barry, mentre nel 2017 ha interpretato nella serie il personaggio ricorrente Tim Richards.
Nel 2008 ha preso parte a Celebrity MasterChef, raggiungendo la finale insieme ad Andi Peters e alla futura campionessa Liz McClarnon. Nello stesso anno ha recitato e diretto il film TV Stepdad.
Il 9 aprile 2009 è stato annunciato che Moraghan avrebbe girato il Regno Unito per una produzione teatrale dell'opera Strictly Murder di Brian Clemens, insieme a Nick Barclay, Katie Funk, David Rumelle e Miriam Miller.
L'album swing di Moraghan Moonlight's Back in Style (testi di Nicky Campbell) è stato pubblicato dalla Linn Records il 14 settembre 2009. Ha cantato la title track dell'album su GMTV il 2 settembre 2009.
Dal 2013 al 2017 è stato il narratore del programma televisivo per bambini Il trenino Thomas, succedendo sia a Michael Angelis che a Michael Brandon (rispettivamente narratori per il Regno Unito e gli Stati Uniti).  È anche il narratore di quasi tutti film del franchise, cioè Il re dei binari, Thomas e i trenini coraggiosi, The Adventure Begins, Sodor e il tesoro dei pirati, La grande corsa e Viaggio oltre i confini di Sodor. Nonostante John Hasler e Joseph May lo abbiano sostituito dal 2018 in poi, Mark ha lavorato ancora alla serie. È tornato nella ventiduesima stagione per dare voce a Dexter, una carrozza abbandonata che era stata trovata da Duck e restaurata come un'aula mobile. Ha anche interpretato il signor Evans, un capostazione che legge al pubblico i libri della serie The Railway Series e altre storie su Thomas e i suoi amici nella serie web Storytime with Mr. Evans, trasmessa dal 1° al 7 marzo 2019. Ha poi ripreso il ruolo di narratore come parte del podcast Thomas & Friends Storytime in onda da giugno 2020 a dicembre 2021.
Prima di narrare Il trenino Thomas, Moraghan era già apparso in altri programmi televisivi per bambini come The Lodge e Wilderness Edge, entrambi drammatici e realizzati per la programmazione per bambini CITV.
Nel dicembre 2017 ha recitato nella pantomima di Jack e il fagiolo magico a Bournemouth, dove ha interpretato il diabolico Fleshcreep.

## Filmografia

### Cinema
- Dredd - La legge sono io (Judge Dredd), regia di Danny Cannon (1995)
- Allies, regia di Jeremy Sheldon (2014)
- Our Kid, regia di Sean Cronin (2023)

### Televisione
- Stepdad, regia di Mark Moraghan (2008) - film TV
- Valle di luna, soap opera - 21 episodi (1988-2017)
- Brookside, soap opera - 154 episodi (1989-1999)
- Waterfront Beat, serie TV - 9 episodi (1990-91)
- Boon, serie TV - 1 episodio (1991)
- Wilderness Edge, serie TV - 6 episodi (1992)
- Heartbeat, serie TV - 2 episodi (1993-2008)
- Harry Enfield & Chums, serie TV - 7 episodi (1994-97)
- London's Burning, serie TV - 5 episodi (1995)
- Peak Practice, serie TV - 2 episodi (1996-97)
- Dream Team, serie TV - 80 episodi (1999-2001)
- Always & Everyone, serie TV - 1 episodio (2000)
- Close and True, miniserie TV - 5 episodi (2000)
- Holby City, serie TV - 144 episodi (2001-2005)
- Where the Heart Is, serie TV - 1 episodio (2006)
- Metropolitan Police, serie TV - 2 episodi (2008)
- Celebrity MasterChef, talent show televisivo - concorrente (2008)
- Doctors, soap opera - 2 episodi (2010-12)
- Coronation Street, soap opera - 13 episodi (2015)

## Doppiaggio

### Cinema
- Narratore in Il trenino Thomas - Il re dei binari, Il trenino Thomas - Thomas e i trenini coraggiosi, Il trenino Thomas - Sodor e il tesoro dei pirati, Il trenino Thomas - La grande corsa e Il trenino Thomas - Viaggio oltre i confini di Sodor

### Televisione
- Narratore in Il trenino Thomas

## Doppiatori italiani
Nelle versioni in italiano dei media che ha doppiato, Mark Moraghan è stato sostituito da:
- Giorgio Locuratolo in Il trenino Thomas (st.17, 19-20), Il trenino Thomas - Il re dei binari, Il trenino Thomas - Thomas e i trenini coraggiosi e Il trenino Thomas - Viaggio oltre i confini di Sodor
- Cristina D'Avena in Il trenino Thomas - La grande corsa
- Francesco Facchinetti in Il trenino Thomas (st.18-19), Il trenino Thomas - Sodor e il tesoro dei pirati